# Черноберёзовка
Черноберёзовка — село в Архаринском районе Амурской области, входит в Аркадьевский сельсовет.

## География
Село Черноберёзовка стоит на правом берегу реки Архара.
Село Черноберёзовка расположено северо-восточнее автотрассы Чита — Хабаровск, расстояние до перекрёстка — 4 км.
От этого же перекрёстка на юго-запад идёт дорога к административному центру Аркадьевского сельсовета с. Аркадьевка (расстояние до Аркадьевки — 8 км) и к районному центру пос. Архара (расстояние до Архары — 14 км).
От Черноберёзовки на северо-восток (вверх по Архаре) идёт дорога к селу Грибовка.

## История
Основано в 1900 г. близ рощи из даурской (черной) березы, отсюда и название.

## Население
| 2002 | 2010 | 2012 | 2013 | 2014 | 2015 | 2016 |
| ---- | ---- | ---- | ---- | ---- | ---- | ---- |
| 82   | ↘79  | ↗81  | ↘79  | ↘78  | ↘72  | ↗73  |
| 2017 | 2018 |      |      |      |      |      |
| ↘71  | ↘69  |      |      |      |      |      |